# La Main enchantée (téléfilm)
Pour la nouvelle initiale, voir La Main enchantée.

La main enchantée est un téléfilm fantastique français de 1974, adapté de la nouvelle de Gérard de Nerval, réalisé par Michel Subiela.

## Synopsis
Eustache, jeune commis drapier s’apprêtant à épouser Javotte, la fille de son patron, se fait dire la bonne aventure par un étrange magicien : « Tu mourras plus grand que tu n’as vécu ! » lui dit-il. La prophétie semble belle. « Mais tu mourras pendu ! » poursuit-il. Effrayé, il est prêt à tout pour échapper à son destin et accepte de mettre en gage auprès du magicien sa main droite, rebaptisée « Main de gloire »…

## Fiche technique
- Durée : 1h30
- Couleur
- Format : 4/3
- Œuvre originale : Gérard de Nerval
- Réalisation : Michel Subiela
- Adaptation et dialogues : Michel Subiela et Francis Lacassin
- Image : Jean-Louis Picavet
- Décors : Pierre Peytavi
- Costumes :Marie-Thérèse Respens
- Musique : Vladimir Cosma
- Duel réglé par Claude Carliez
- Chanson interprétée par Emmanuel Neel
- Danse d'époque : La Lyonnaise

## Distribution
- Pierre Maxence : Eustache
- Nathalie Juvet : Javotte
- Alain Mottet : Maître Chevassut
- Thierry Dufour : Joseph
- Roland Monod : Maître Gonin
- Serge Lhorca : Goubard
- Didier Sauvegrain : Un soldat
- Rita Maiden : La servante

## Anecdotes
La nouvelle initiale de Gérard de Nerval s'inspire de la formule magique controversée de la main de gloire, tirée du Petit Albert, grimoire du XIe siècle compilant de nombreuses formules supposées magiques. La supervision de ce recueil a été attribuée à Saint Albert le Grand. Si la plupart des formules qui le composent sont plus des conseils pratiques ou des recettes de grand-mère, La main de gloire détonne par son côté macabre et son appartenance au domaine des sciences occultes.
À l'origine, ce téléfilm devait inaugurer une nouvelle anthologie du fantastique, Les classiques de l'étrange dans la lignée de Le Tribunal de l'impossible du même Michel Subiela. Si le projet avorta au moment de la diffusion de La main enchantée, certains autres titres prévus furent réalisés : Le collectionneur de cerveaux et Le Cœur cambriolé.
Il s'agit de la seconde adaptation de cette nouvelle, la première, La Main du diable ayant été réalisée pour le cinéma par Maurice Tourneur en 1943, sur un scénario de Jean-Paul Le Chanois et mettant en vedette Pierre Fresnay, Josseline Gaël, Noël Roquevert et Pierre Palau dans le rôle du diable (ou de son envoyé).
La version de Michel Subiela, bien que plus fidèle au "récit macaronique" initial de Gérard de Nerval, a été transposée du XVIIe siècle jusqu'au XVIe siècle et a été tournée en grande partie dans les traboules du Vieux Lyon, ainsi qu'à la ferme des Planons, pour figurer le Paris d'alors.

## DVD et Blu-ray
En 2012, ce téléfilm a été édité par INA éditions dans sa collection Les inédits fantastiques.